# Болезнени последици
„Болезнени последици“ (на английски: The Fallout) е американска драма от 2021 г., написан и режисиран от Меган Парк в нейния пълнометражен режисьорски дебют. Музиката е композирана от Финиъс О'Конъл. Във филма участват Джена Ортега, Мади Зиглър, Джули Боуен, Джон Ортиз, Найлс Фич, Уил Роп и Шейлийн Удли.
Премиерата на филма се състои в „Саут бай Саутуест“ на 17 март 2021 г., и е пуснат на 27 януари 2022 г. по „Ейч Би О Макс“ от „Уорнър Брос Пикчърс“ и „Ню Лайн Синема“.
В България филмът е достъпен единствено по стрийминг платформата „Ейч Би О Макс“ през 2022 г.

## Актьорски състав
| Актьор       | Роля            |
| ------------ | --------------- |
| Джена Ортега | Вейда Кауел     |
| Мади Зиглър  | Мия Рийд        |
| Найлс Фич    | Куинтън Хасланд |
| Уил Роп      | Ник Фейнщайн    |
| Луми Полак   | Амелия Кауел    |
| Джон Ортиз   | Карлос Кауел    |
| Джули Оуен   | Патриша Кауел   |
| Шейлийн Удли | Ана             |
| Кристин Хорн | Госпожа Виктор  |
| Остин Саджур | Дан Бонавуре    |
| Индра Зайас  | Меган           |